# Челябинская митрополия
Челябинская митрополия — митрополия Русской православной церкви в границах Челябинской области. Объединяет Златоустовскую, Магнитогорскую, Троицкую и Челябинскую епархии.

## История
В соответствии с Положением об областных преосвященных от 12 марта 1934 года во исполнение постановления Поместного Собора 1917—1918 годов о митрополичьих округах Временный Патриарший Священный Синод образовал церковные области в составе нескольких епархий, в том числе в границах Челябинской области была образована митрополия с центром а Челябинске. Дата упразднения точно неизвестна. Скорее всего это произошло в 1943 году при проведении переустройства епископских кафедр.
Образована решением Священного Синода Русской православной церкви 26 июля 2012 года на территории Челябинской области.

## Епархии

### Челябинская епархия
Объединяет приходы в границах Аргаяшского, Еманжелинского, Каслинского, Коркинского, Красноармейского, Кунашакского, Нязепетровского, Сосновского и Чебаркульского районов.

### Златоустовская епархия
Объединяет приходы в границах Златоустовского, Трёхгорного и Усть-Катавского городских округов, а также Ашинского, Катав-Ивановского, Кусинского и Саткинского районов.

### Магнитогорская епархия
Объединяет приходы в границах Агаповского, Брединского, Верхнеуральского, Карталинского, Кизильского и Нагайбакского районов.

### Троицкая епархия
Объединяет приходы в границах Варненского, Еткульского, Октябрьского, Пластовского, Троицкого, Увельского, Уйского и Чесменского районов.

## Главы митрополии
- Феофан (Ашурков) (26 июля 2012 — 30 мая 2014)
- Никодим (Чибисов) (30 мая 2014 — 28 декабря 2018)
- Григорий (Петров) (28 декабря 2018 — 15 апреля 2021)
- Алексий (Орлов) (с 15 апреля 2021)